# Anello vaginale

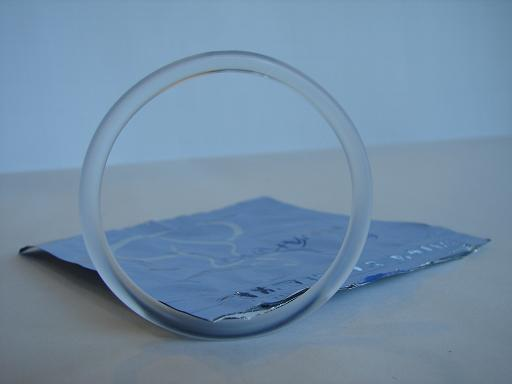
Un anello vaginale

L'anello vaginale è uno strumento di contraccezione ormonale per uso vaginale. Ogni anello contiene una piccola quantità di due ormoni sessuali femminili, cioè etonogestrel e etinilestradiolo, che vengono rilasciati nella circolazione sanguigna, prevenendo l'ovulazione. Poiché le quantità di ormoni rilasciate sono basse, l'anello vaginale viene considerato un contraccettivo ormonale a basso dosaggio, con efficacia paragonabile a quella delle pillole di ultima generazione. Inoltre, a differenza della pillola, l'efficacia dell'anello rimane inalterata in caso di disturbi gastrointestinali (vomito e diarrea) o in caso di assunzione concomitante di antibiotici ad ampio spettro. Inoltre si riduce drasticamente il rischio di gravidanze indesiderate dovute alla dimenticanza dell'assunzione quotidiana della pillola.
Il dispositivo è costituito da copolimero di Etilene Vinil Acetato (materiale atossico e anallergico), un tipo di plastica che non si scioglie nel corpo, ha un diametro di 54 mm e uno spessore di 4 mm, è flessibile, trasparente e quasi incolore. Un anello fornisce protezione contraccettiva per un mese mediante inibizione dell'ovulazione. L'anello può essere facilmente inserito e rimosso dalla donna stessa. Dopo l'inserzione l'anello deve rimanere inserito per 3 settimane, seguite da un intervallo libero.

## Uso e vantaggi
A differenza del diaframma nei primi tempi dell'uso, o della spirale intrauterina, il dispositivo può essere inserito o rimosso autonomamente dalla donna in modo abbastanza semplice, consente un ottimo controllo del ciclo, ha un dosaggio ormonale più basso rispetto a pillola e cerotto, ha un effetto neutrale sul peso corporeo ed è efficace anche nelle donne in sovrappeso o obese.
È comunque necessario consultare il medico per ricevere informazioni sull'uso dell'anello al suo primo utilizzo.
L'anello deve essere inserito nel giorno appropriato del ciclo mestruale e lasciato in vagina per tre settimane consecutive, durante le quali il dispositivo rilascia gli ormoni in modo continuo. Dopo la terza settimana l'anello va tolto per una settimana, durante la quale si verifica la mestruazione. A distanza di una settimana è possibile riposizionare l'anello in vagina. Infatti, l'anello deve sempre essere inserito e rimosso lo stesso giorno della settimana: se è stato inserito di mercoledì, deve essere rimosso 3 settimane dopo, nuovamente di mercoledì. È importante che venga rispettato anche l'orario, ad esempio: se lo si inserisce il mercoledì alle 18, deve essere tolto dopo tre settimane, sempre di mercoledì, sempre alle 18, orario che deve essere rispettato anche per i successivi inserimenti/rimozioni. È possibile tuttavia variare i giorni di inserimento, ma è sempre opportuno parlarne con il medico per evitare spiacevoli sorprese. È possibile sostituire l'anello senza fare la settimana di pausa, ma inserendone uno nuovo il giorno stesso in cui va rimosso (N.B. Questa procedura potrebbe, durante l'arco del mese, provocare delle perdite di sangue chiamate "perdite da rottura", è pertanto non raccomandabile prolungarla nel tempo). Va ricordato che, dopo la settimana di pausa, è possibile inserirlo prima dell'orario previsto ma non dopo (si ha tempo fino alle 12 ore successive per inserirlo) ma non va mai estratto prima dell'orario prestabilito altrimenti se ne potrebbe perdere l'efficacia contraccettiva. Va inoltre comunicato che l'anello garantisce protezione fino a 4 settimane e nel caso in cui ci si dovesse dimenticare estrarlo, va tolto non appena se ne prende atto, ma prima di inserirne uno nuovo, dopo la settimana di pausa, va raccomandato il test di gravidanza.
L'anello contraccettivo è molto pratico (le donne che sono abituate a usare i tamponi interni lo potranno confrontare) e tende a regolarizzare il ciclo, diminuire la sintomatologia della sindrome premestruale e ad affievolire il flusso nel tempo, viene pertanto consigliato alle donne che hanno cicli lunghi, abbondanti e dolorosi perché diminuisce il rischio di incorrere nell'anemia sideropenica.
Per poter essere inserito, l'anello deve essere compresso tra il pollice e l'indice e inserito in vagina in una posizione confortevole. L'anello non richiede di essere posizionato intorno al collo dell'utero (cervice uterina). La forma circolare e la flessibilità dell'anello consentono una buona ritenzione, minimizzando il rischio di espulsione, durante le tre settimane in cui l'anello è inserito, infatti, le pareti della vagina tendono a tenerlo fermo nella posizione con cui è stato inserito. L'anello si può facilmente rimuovere agganciando il dito indice all'anello o afferrandolo tra l'indice e il medio e tirandolo fuori.
L'anello viene lasciato nella sua posizione all'interno della vagina durante i rapporti sessuali, e la maggior parte delle coppie non risente di interferenze o scomodità; anzi, in molti casi nessuno dei due partner si accorge della sua presenza. Comunque, nel caso in cui la donna o la coppia lo preferissero, l'anello può essere rimosso durante il rapporto sessuale per un periodo massimo di 3 ore e poi reinserito tranquillamente.
Funzionamento:
- Soppressione dell'ovulazione
- inspessimento della mucosa cervicale, che rende difficoltoso il passaggio degli spermatozoi attraverso la cervice
- modificazione all'endometrio, che lo rende inadatto alle gravidanze, impedendo che l'ovulo – nel caso venga eventualmente fecondato – possa impiantarvisi

## Svantaggi e precauzioni
In rari casi può accadere che l'anello venga espulso dalla vagina. Se l'anello resta per più di tre ore all'esterno, l'efficacia contraccettiva non è più garantita nell'efficacia del prodotto.
Come per la pillola l'assunzione di alcuni farmaci può interferire con l'efficacia contraccettiva dell'anello; in tal caso consultare un medico.
I metodi contraccettivi ormonali possono comportare depressione anche grave, tendente a comportamenti suicidari e al suicidio. Per questa ragione, l'Agenzia italiana del farmaco invita le donne che assumono ormoni contraccettivi a segnalare al proprio medico senza indugio qualsiasi sintomo al riguardo